# Südliche Madagaskarboa
Die Südliche Madagaskarboa (Acrantophis dumerili), Dumerils Boa, oder auch Dumerils Madagaskarboa, ist eine auf Madagaskar beheimatete Schlangenart aus der Gattung der Madagaskarboas (Acrantophis) in der Familie der Boas (Boidae). Sie ist bodenbewohnend und dämmerungs- und nachtaktiv.

## Beschreibung
Die Grundfärbung der Südlichen Madagaskarboa schwankt zwischen rotbraun und beige bis graubraun. Schwarze Flecken und Striche, die sich unregelmäßig über den gesamten Körper verteilen, bilden die Zeichnung der Tiere. Der Kopf ist deutlich vom leicht gedrungenen Körper abgesetzt und die Pupillen sind senkrecht geschlitzt. Der Schwanz ist kurz, neben der Kloake befinden sich die Aftersporne. Die Gesamtlänge liegt durchschnittlich zwischen 150 und 180 cm. Es wurden aber auch schon 220 cm Länge gemessen, wobei solch große Tiere wohl eher die Ausnahme sind. Die Südliche Madagaskarboa bleibt damit etwas kleiner als ihre Schwesterart, die Nördliche Madagaskarboa, auch ist sie etwas weniger gedrungen und ein bisschen dunkler gefärbt als diese. Die Weibchen werden – wie bei den meisten Schlangenarten – etwas größer und schwerer als die Männchen.

## Verbreitung und Lebensraum

### Verbreitungsgebiet
Sie bewohnt neben der Insel Madagaskar auch die nicht weit entfernt gelegenen Maskarenen. Lebensräume dieser Tiere sind teilweise die trockenen und heißen Gebiete im Süden und Südwesten von Madagaskar, wo sie dann aber nur in der Nähe von Gewässern und Flussläufen anzutreffen sind. Das weitaus größere Verbreitungsgebiet erstreckt sich über die südlich gelegenen Regenwälder der Insel.

### Klima
Wie viele andere Schlangenarten benötigt auch die Südliche Madagaskarboa eine relativ hohe Luftfeuchtigkeit. Diese beträgt in den Regenwaldgebieten tagsüber etwa 65 bis 75 Prozent und steigt nachts auf Werte von 85 bis 95 Prozent an. Es sind vor allem heiße Tage und Nächte, in denen die Temperatur kaum fällt, die das natürliche Klima dieser Schlangen bestimmen. Die Tagestemperaturen steigen auf etwa 28 Grad Celsius an, dies dürfte auch der optimale Temperaturbereich für diese Schlangen sein. In den trockenen Gebieten im Süden fallen nur ca. 300 bis 500 mm Regen im Sommer, deshalb ist die Art dort immer in Gewässernähe anzutreffen.

## Lebensweise
Die Südliche Madagaskarboa ist ein dämmerungs- und nachtaktiver Lauerjäger. Das heißt, dass die Tiere nicht aktiv auf die Jagd gehen, sondern gut getarnt nur den Kopf aus einem Versteck heraus stecken. Nun warten sie geduldig, bis sich ein Beutetier in den Bissbereich begibt. Dieses wird blitzschnell gepackt und im typischen Würgegriff erstickt. Am Tage verstecken sich die Tiere meist unter dickem Laub oder sie kriechen in abgelegene Höhlen und warten auf die Dämmerung. Die Jungtiere sind noch ausgesprochen gute Kletterer, diese Fähigkeit stellt sich aber mit zunehmendem Alter langsam ein. Dann klettern sie nur noch sehr selten auf Bäumen oder Sträuchern herum, was wohl auch an der beträchtlichen Größe und folglich dem hohen Gewicht der Tiere liegt. Die Südliche Madagaskarboa verbringt im Alter nahezu die gesamte Zeit ihres Lebens am Boden, wo sie sich dann meist im trockenen Laub verborgen hält. Während der kühlen und trockenen Jahreszeit von Mai bis Juli legt sie eine Winterruhe ein. Nach dem Erwachen beginnen die Weibchen mit der Suche nach einem geeigneten Geschlechtspartner. Die Paarungszeit der Südlichen Madagaskarboa erstreckt sich etwa von September bis Ende Januar. Nach einer erfolgreichen Paarung werden in sechs bis sieben Monaten die 6 bis 17 Jungtiere lebend geboren.

## Systematik
Die Südliche Madagaskarboa wurde im Jahre 1860 erstmals wissenschaftlich beschrieben und gehört zu der Familie der Boas (Boidae). Hier wird sie in die Unterfamilie der Sanziniinae gestellt. Sie wird dort gemeinsam mit der Nördlichen Madagaskarboa (Acrantophis madagascariensis) in die Gattung der Madagaskarboas eingeteilt.
Siehe auch Systematik der Schlangen

## Schutzstatus
Da der natürliche Lebensraum der Tiere auf der Insel stark gestört ist und auch in immer größerem Umfang zerstört wird, wurde diese Art stark geschützt. Sie wurde in den Anhang A des Washingtoner Artenschutzabkommens aufgenommen und genießt auch als Anhang-A-Art der europäische Artenschutzverordnung den höchsten Schutzstatus. Das bedeutet, dass die Südliche Madagaskarboa in Deutschland nicht ohne Genehmigung der zuständigen Behörde gehalten werden darf. Beim Transport der Tiere muss auch die Genehmigung der zuständigen Landesbehörde vorhanden sein, zusätzlich besteht für Wildexemplare ein gesondertes Schaustellungs- und Vermarktungsverbot. Beim Im- oder Export gelten besondere Bestimmungen. Es muss eine Genehmigung des Bundesamts für Naturschutz vorhanden sein, zusätzlich schreibt die Bundesartenschutzverordnung vor, dass Reptilienarten des Anhangs A der europäischen Artenschutzverordnung zum Zweck der Wiedererkennung des Tieres kennzeichnungspflichtig sind. Im Falle der Südlichen Madagaskarboa sind die Tiere demgemäß mit einem Mikrochip (Transponder) zu kennzeichnen. Aber aufgrund eines Gutachtens, das die DGHT im Auftrage des Bundesamts für Naturschutz angefertigt hat, hält das Bundesumweltministerium nun doch eine Kennzeichnung mittels Fotodokumentation für ausreichend.